# فشخام

## فشخام
فشخام یکی از روستاهای شهرستان صومعه‌سرا در استان گیلان در شمال ایران است. این روستا ۱۱۰ خانوار دارد . آب آن از رودخانه ٔ ماسوله و محصول عمده‌اش برنج، توتون و مختصری ابریشم است . دارای یک دبستان و یک مرکز مخابرات است. دو کارخانه شالی‌کوبی نیز دارد.